# Cento serenate
Cento serenate è un film italiano del 1954, diretto da Anton Giulio Majano.

## Produzione
Tipico melodramma sentimentale strappalacrime a carattere musicale, genere molto in voga in quegli anni tra il pubblico italiano, sebbene malvisto dalla critica cinematografica del tempo (che solo a partire dagli anni settanta opererà una generale rivalutazione in positivo delle pellicole di questo filone, coniando appositamente il termine neorealismo d'appendice).